# Manuel Raga
Manuel Raga Navarro (Aldama, Tamaulipas, México, 14 de marzo de 1944) es un exjugador de baloncesto mexicano. Con 1,88 metros de altura, jugaba en la posición de ala, aunque era muy polivalente. Es considerado uno de los jugadores históricos del Pallacanestro Varese, junto con Aldo Ossola y Bob Morse.
Manuel Raga tenía unas características ideales para el baloncesto, así como un portentoso salto vertical. Esa capacidad de salto le servía para capturar muchos rebotes, a pesar de su altura, pero, sobre todo, le permitía tener un tiro en suspensión (jump shot) que era su marca característica y que le hacía un tirador enormemente eficaz y, además, elegante. 
Destacó en seguida en el baloncesto mexicano. Con la selección mexicana deslumbra en el Campeonato Mundial de 1967, humillando a la selección italiana, que no pudo pararlo. En los Juegos Olímpicos del año siguiente, 1968, celebrados en su país México, vuelve a destacar y poco antes de volver a vencer a Italia nuevamente, le contrata el Pallacanestro Varese, entonces conocido por su patrocinador Ignis.

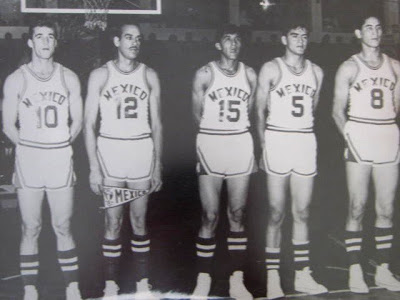
La quinteta nacional de los Juegos Olímpicos de 1968 donde figuraban el capitán Carlos Quintanar (12), Arturo Guerrero (5), y el mismo Manuel Raga (15)

A su llegada se acoge con escepticismo en Varese al apodado "Indio", pero pronto conquista a los aficionados varesinos con su efectividad en todos los aspectos del juego: su capacidad de defensa, reboteadora y su tiro. Con el Ignis consigue medias de 20 puntos por partido, y en las seis temporadas en el Ignis consigue 3 ligas italianas, 3 Copas de Italia, y, a nivel internacional, 3 Copas de Europa y 2 Copas Intercontinentales. Acabó su carrera en Suiza, en Lugano.
No llegó a jugar en la NBA, pero fue el segundo jugador no estadounidense (siendo el peruano Raúl Duarte el primero en ser escogido en la 12.ª ronda por los San Diego Rockets en 1969), Raga fue incluido en el draft de la NBA en 1970 con el número 167(décima ronda), por los Atlanta Hawks. La realidad es que él prefería ser titular en Europa a ser suplente en USA, y la diferencia económica entre lo que se ganaba en ambas ligas no era sustancial, al menos en su caso.
En marzo de 2010, la provincia de Varese rindió un homenaje a Raga, Il Messicano Volante, por haber sido parte esencial de la era legendaria del equipo Ignis, Villa Recalcati, orgullo de Varese. El presidente de la provincia Darío Galli nombró a Raga ciudadano distinguido de la provincia y expresó: "es un honor haber acogido al hombre que mejor representa un verdadero modelo de atleta y de la persona que sabe cómo ganar y hacerlo en equipo". 
Se casó con una baloncestista internacional yugoslava. Tuvieron dos hijos Fidel y Carlos. Este último ha jugado en el equipo de la ciudad de Lugano en Suiza, consiguiendo títulos nacionales y disputando también la Euroliga.
Actualmente se encuentra viviendo en Ciudad Victoria, Tamaulipas; casado con la volibolista cubana  Lucila Urgelles Savón. Es presidente del equipo Correcaminos, representantes de dicha ciudad.

## Palmarés
- LEGA: 1969, 1970, 1971.
- Copa Italia: 1969, 1970, 1971.
- Copa de Europa: 1970, 1972, 1973.
- Copa Intercontinental: 1970, 1973.